# Фауна Казахстана
В современной фауне РК (Республика Казахстан) 180 вида млекопитающих, 500 видов птиц, 52 вида пресмыкающихся, 12 видов земноводных, свыше 100 видов рыб. Более 50 тыс. видов беспозвоночных (насекомые, ракообразные, моллюски, черви). Только одних насекомых зарегистрировано более 30 000 видов. В Казахстане же обитает всего 400 видов пауков. Наземных моллюсков в Казахстане и смежных территориях известно 194 видов и подвидов из 53 родов и 24 семейств.

## Зональность распределения животного мира

### Лесостепная зона Северного Казахстана

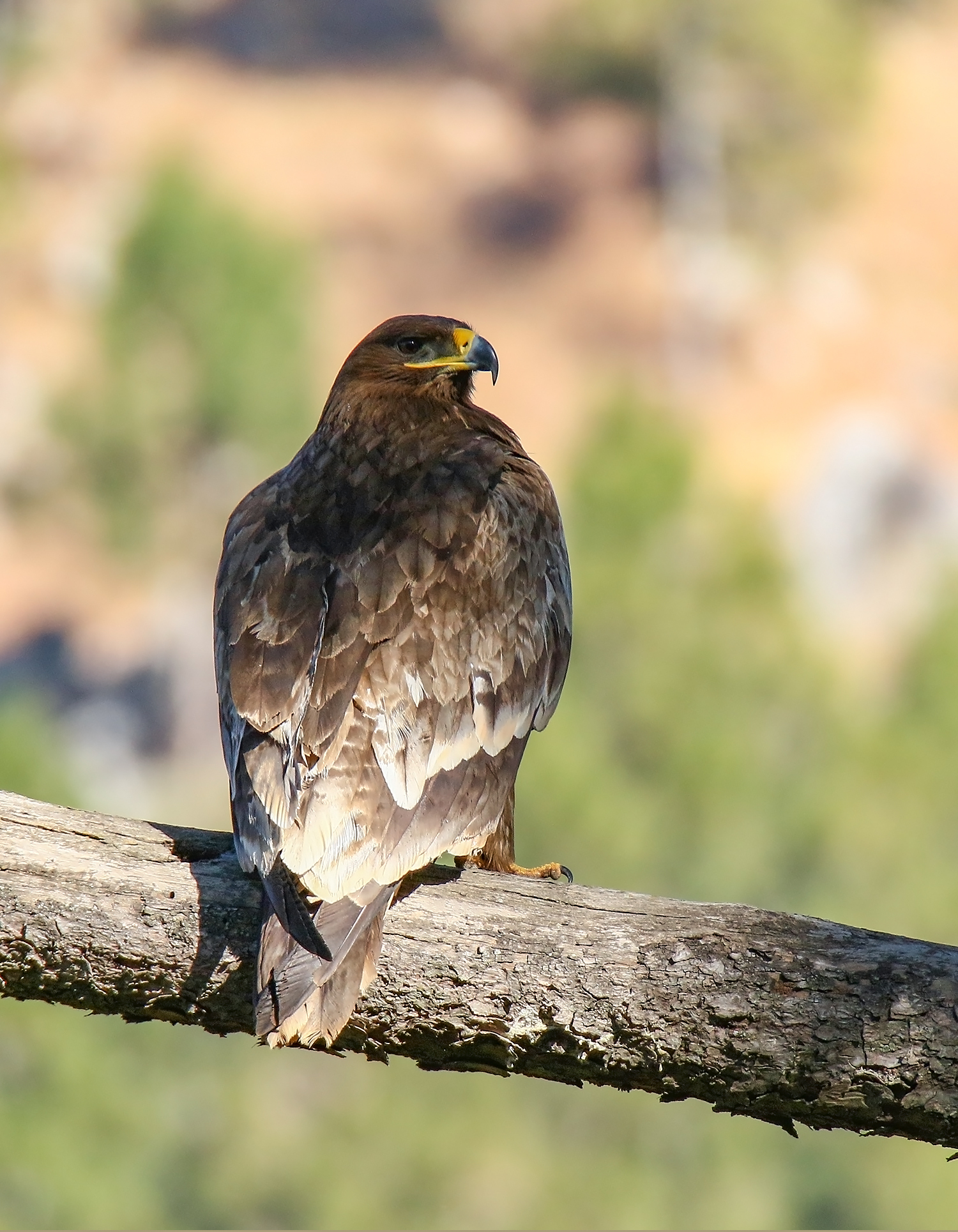
Степной орел

В Лесостепной зоне Северного Казахстана встречаются лось, косуля, заяц-беляк, полевка, водяная крыса, лесная мышовка, тетерев, белая куропатка. На озёрах гнездятся водоплавающие птицы — лебедь, гусь, утка, чайка, лысуха и др. В разнотравно-злаковых и ковыльно-типчаковых степях обитают сурок-байбак, степная пеструшка, малочерепная полевка, обыкновенная полевка, степная мышовка, суслики. Из птиц начитвается 8 видов — дрофа, стрепет, кроншнеп, кречетка, степная трикушка, жаворонок, степной орел, степной и луговой луни. С весны до осени в этих степях пасутся семья сайгаков, уходящих на зимовку в пустынные районы.

### Южный Казахстан
В 1943 году был убит последний (из документированных) среднеазиатский тигр.

### Западный Казахстан
В западном Казахстане расположен Устюртский национальный заповедник. В устюртском заповеднике — устюртский муфлон, гепард, сайгак, джейран, шакал, лиса, длинноиглый ёж, хорь-перевязка и других. В заповеднике насчитывается 163 вида птиц таких как: беркут, степной орел, змееяд, стервятник, сапсан, филин, чернобрюхий рябок, фламинго, могильник, серый журавль, колпица, черноголовый хохотун, малая белая цапля, саджа.

### Заилийский Алатау и предгорья

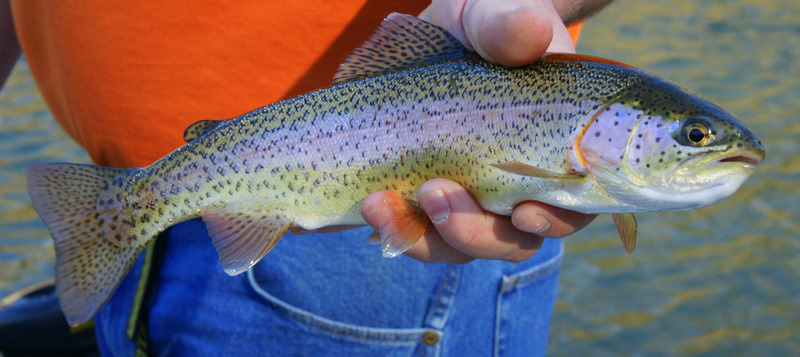
Радужная форель или микижа

Фауна беспозвоночных изучена ещё недостаточно полно. Однако к настоящему времени уже известны более 2000 видов из 8 классов.
Частично выявлен состав некоторых отрядов класса насекомых. Так, из отряда жуков изучены 252 видов жужелиц, 180 — стафилинид, 102 — листоедов; из отряда чешуекрылых, или бабочек — 145 видов дневных бабочек; из отряда перепончатокрылых — 110 видов пчелиных, 97 — роющих ос, 33 — муравьёв и 30 наездников. Из всего этого многообразия только 24 вида включены в Красную книгу Казахстана, среди которых 3 вида моллюсков (брадибена сенестрорза, псеудонапеус Шниткова и туркомилакс Цветкова). Остальные относятся к классу насекомых: булавобрюх заметный, красотка девушка (отряд стрекозы), болевария коротко крылая (богомоловые), дыбка степная, красотел Семёнова, желтушка Ершова, бедромилиус, патриций.

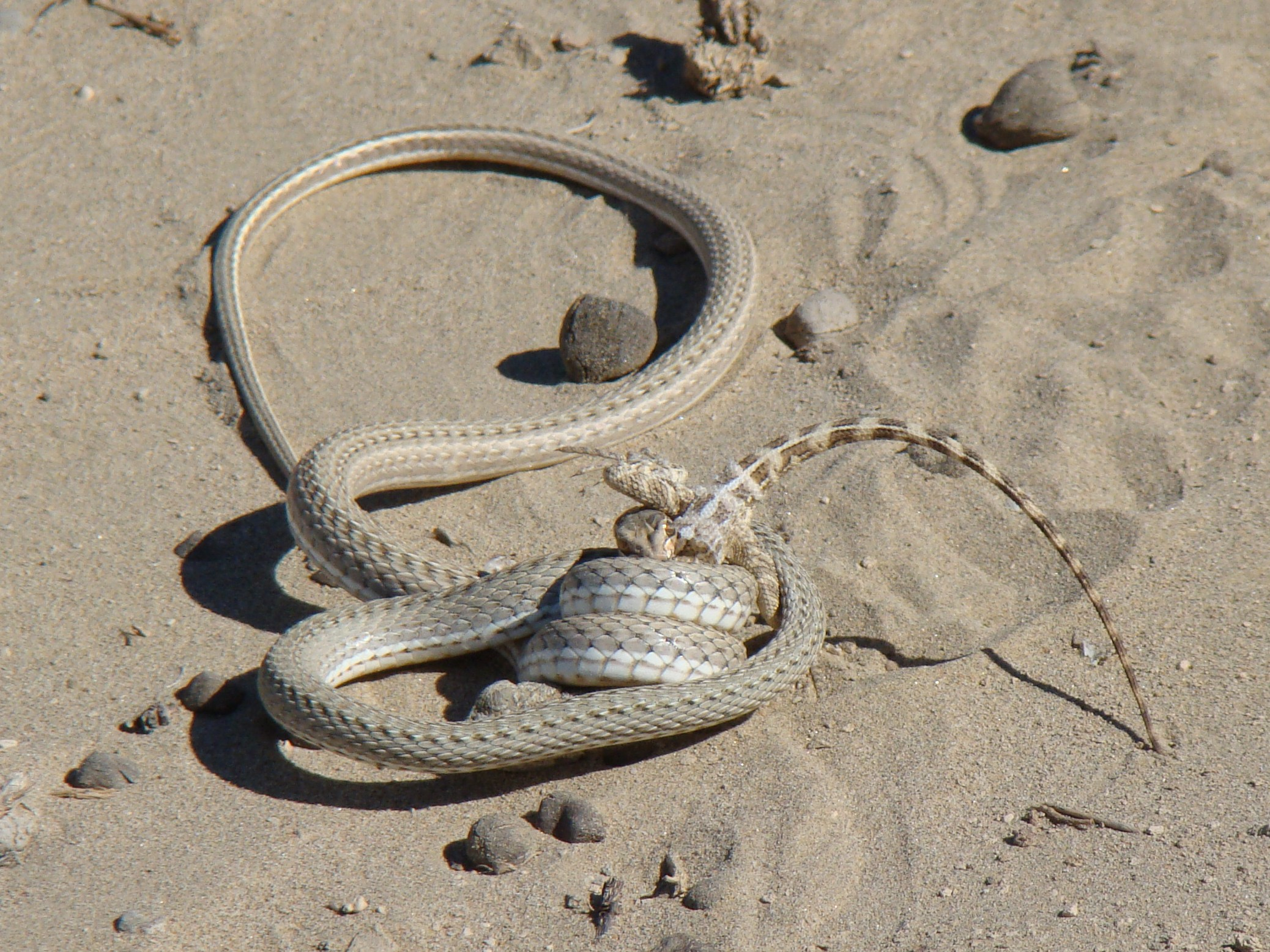
Стрела-змея, Окрестности города Байконур

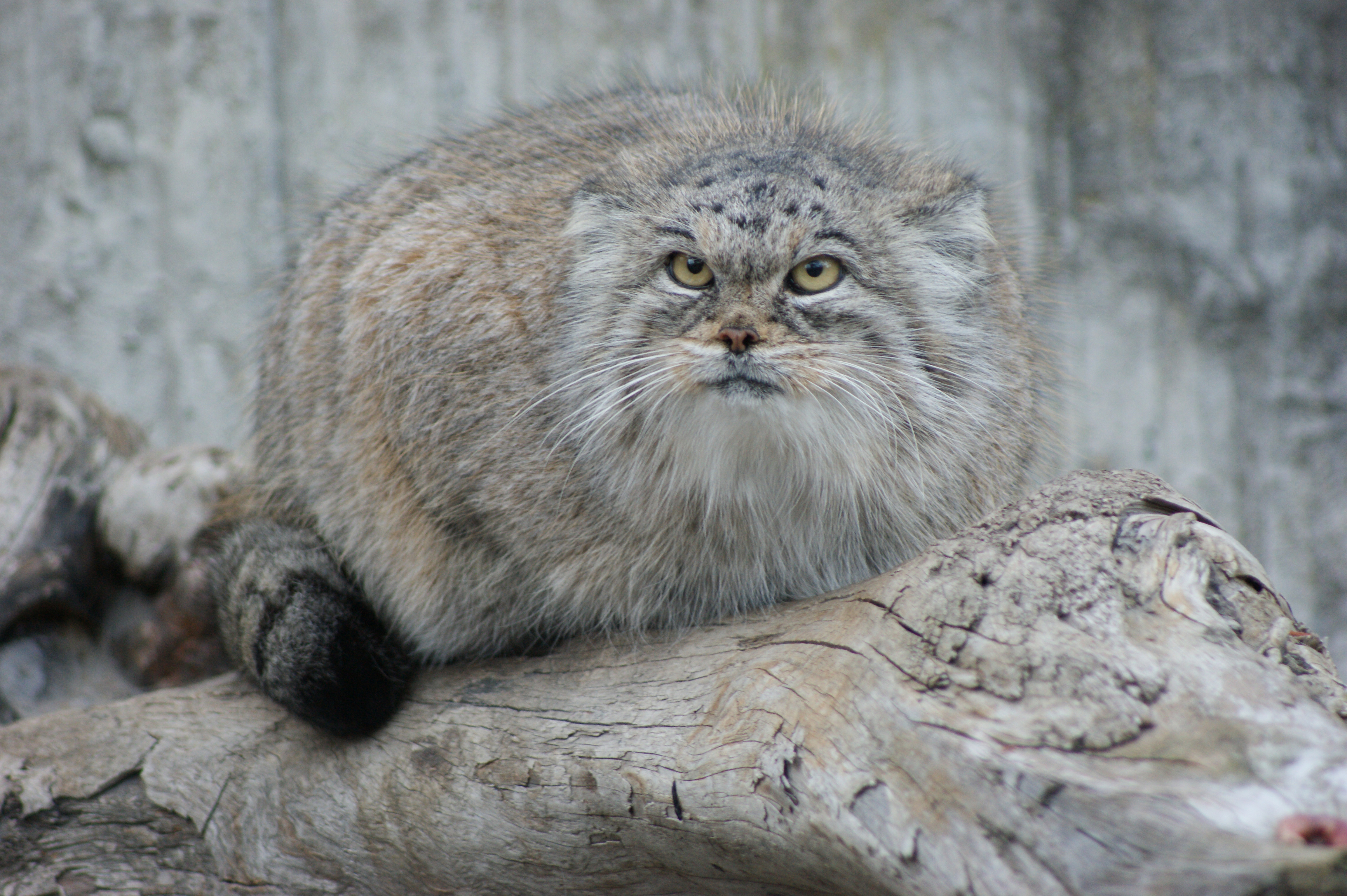
Манул

Фауна позвоночных представлена 245 видами. В горных реках и ручьях встречаются 8 видов рыб: голый и чешуйчатый османы, маринка, гольян, а в реке Тургень — акклиматизированная радужная форель.
Земноводных 4 вида, два из которых (данатинская жаба и центральноазиатская лягушка) занесены в Красную Книгу Казахстана.
Из восьми видов пресмыкающихся обыкновенных ящериц (алайский гологлаз и разноцветная ящурка), а также змеи — обыкновенный и водяной ужи, разноцветный и узорчатый полозы. Более редки ядовитые змеи — степная гадюка, щитомордник, среднеазиатская эфа, стрела змея.
Разнообразие природных условий обуславливает видовое богатство птиц. Всего в национальном парке их отмечено 178 видов. По характеру пребыванию они делятся на три группы: гнездящихся — 105 видов, прилетающих на зимовку — 18, пролётных — 55 видов. В Красную книгу включены 11 видов (чёрный аист, орел карлик, беркут, кумай, шахин, серпоклюв,  дрофа красотка, балобан — пролетный; сапсан, и большая чечевица — зимующие).
Млекопитающих 47 видов. К числу типично горных относятся: тяньшаньская бурозубка, скальная белозубка, красная пищуха, серый сурок, тяньшаньская мышовка, серебристая полевка, каменная куница, снежный барс, горный козёл, архар, джейран, сайгак.
Наряду с типичными для гор в парке встречаются виды, свойственные и другим экосистемам: волк, лиса, ёж, белка, бурундук, соня, среднеазиатская черепаха, медведь, косуля, марал, кабан, заяц-толай и др. Группу краснокнижных составляют 7 видов: бурый тяньшаньский медведь, снежный барс, каменная куница, ласка, горностай, среднеазиатаская речная выдра, манул, туркестанская рысь.

## История исследования фауны Казахстана

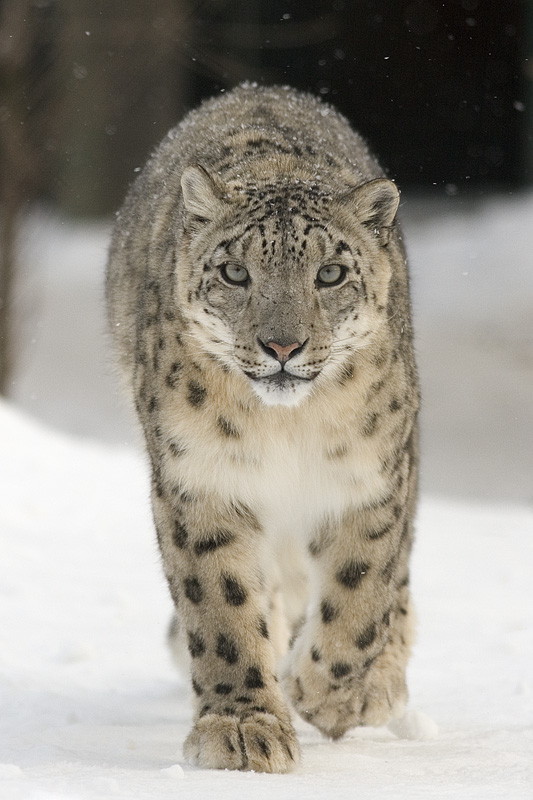
Ирбис или снежный барс

Первые описания животного мира Казахстана датируются периодом Средневековья и встречаются в путевых заметках византийских, западноевропейских и арабских послов, а также в «Словаре тюркских наречий» Махмуда Кашгари.
Труды российских географов-путешественников XVIII—XIX вв. (П. С. Паллас, И. И. Лепёхин, П. И. Рычков, И. Г. Гмелин, К. Э. фон Бэр, Г. С. Карелин, Э. А. Эверсман, М. Н. Богданов, Н. А. Северцов, А. М. Никольский и др.) также содержат обширные сведения о фауне и зоогеографии водных и наземных позвоночных, описание множества новых видов зверей, птиц и рыб (например, Палласом описан 45 вид птиц и млекопитающих, Эверсманом — 8 видов птиц). В XIX веке были изданы первые системные труды о животных Казахстана: «Вертикальное и горизонтальное распределение туркестанских животных» (Северцов, 1873), «О фауне позвоночных животных дна Балкашской котловины» (Никольский, 1887). В начале XX в. Л. С. Бергом было проведено обширное исследование ихтиофауны Аральского моря и озера Балхаш. Результаты исследований учёного позже вошли в трёхтомное издание «Рыбы пресных вод СССР и сопредельных стран» (1948—1949), за которое в 1951 году ему была посмертно присуждена Сталинская премия.
После образования СССР значительный вклад в развитие зоологии в Казахской АССР занесли учёные Института зоологии СССР (сейчас Зоологический институт РАН), Московского университета и других высших учебных заведений: К. И. Скрябин, Д. Н. Кашкаров, А. Л. Бродский, Б. С. Виноградов, В. А. Селевин и др.) Позднее в СССР будут опубликованы монографии, посвящённые Казахстану: «Млекопитающие Семиречья» (1936) и «Птицы Семиречья» (1949) (В. Н. Шнитников); «Фауна паразитов рыб Аральского моря» (1934) и «Паразиты рыб Каспийского моря» (1938) (Е. Н. Павловский, В. А. Догель, Б. Е. Быховский и др.).
В 1924 году в Алма-Ате открылась станция защиты растений (ныне Казахский научно-исследовательский институт защиты и карантина растений). На созданной в 1929 году противочумной станции (ныне Казахский научный центр карантинных и зоонозных инфекций имени М. Айкимбаева) была начата разработка мер борьбы с грызунами — вредителями сельскохозяйственных культур. Систематические исследования диких животных начаты с организацией Казахстанского филиала АН СССР в 1932 году (ныне Национальная академия наук Казахстана) и сектора зоологии в её составе. В 1943 году на базе сектора был образован Институт зоологии. Учёными-зоологами Казахстана изданы фундаментальные труды: «Пресмыкающиеся Казахстана» (1956), «Птицы Казахстана» (в 5 тт., 1960—1974), «Млекопитающие Казахстана» (в 4 тт., 1969—1985), «Рыбы Казахстана» (в 5 тт., 1986—1992), «Красная книга Казахстана» (1996) и т. д.

## Список фаун
- Список млекопитающих Казахстана
- Список пресмыкающихся Казахстана
- Список земноводных Казахстана
- Список птиц Казахстана

### в Красной книге
- Список млекопитающих, занесённых в Красную книгу Казахстана
- Список рыб и круглоротых, занесённых в Красную книгу Казахстана
- Список земноводных, занесённых в Красную книгу Казахстана
- Список насекомых, занесённых в Красную книгу Казахстана
- Список птиц, занесённых в Красную книгу Казахстана
- Список пресмыкающихся, занесённых в Красную книгу Казахстана